# SMAP
SMAP(일본어: スマップ 스맛푸[*], 한국어: 스마프, 스맵, 스맙)은 1991년부터 2016년까지 활동했던 일본을 대표하는 국민적 인기 남성 아이돌 그룹이었다. 소속 예능 사무소는 쟈니즈 사무소이었으며, 소속 레코드 회사는 빅터 엔터테인먼트였다. 2016년 12월 31일을 끝으로 해산했다.

## 구성원
| 이름            | 소개 |
| --------------- | --- |
| 나카이 마사히로 | - 이름 : 中居正広 (나카이 마사히로, Nakai Masahiro) - 생년월일 : 1972년 8월 18일(52세) - 출생지 : 일본 가나가와현 후지사와시 - 색상 : 파랑 - 포지션 : 리더, 최연장자 - 활동 기간 : 1988년 4월 ~ 2016년 12월 31일         |
| 기무라 타쿠야   | - 이름 : 木村拓哉 (기무라 타쿠야, Kimura Takuya) - 생년월일 : 1972년 11월 13일(52세) - 출생지 : 일본 도쿄도 쵸후시 - 색상 : 빨강 - 활동 기간 : 1988년 4월 ~ 2016년 12월 31일                                             |
| 이나가키 고로   | - 이름 : 稲垣吾郎 (이나가키 고로, Inagaki Goro) - 생년월일 : 1973년 12월 8일(51세) - 출생지 : 일본 도쿄도 - 색상 : 분홍 - 활동 기간 : 1988년 4월 ~ 2016년 12월 31일                                                      |
| 쿠사나기 츠요시 | - 이름 : 草彅剛 (쿠사나기 츠요시, Kusanagi Tsuyoshi) - 생년월일 : 1974년 7월 9일(50세) - 출생지 : 일본 에히메현 - 색상 : 노랑 - 특이사항 : 대한민국에서는 초난강으로도 활동. - 활동 기간 : 1988년 4월 ~ 2016년 12월 31일 |
| 카토리 싱고     | - 이름 : 香取慎吾 (카토리 싱고, Katori Shingo) - 생년월일 : 1977년 1월 31일(48세) - 출생지 : 일본 가나가와현 요코하마시 - 색상 : 초록 - 활동 기간 : 1988년 4월 ~ 2016년 12월 31일                                        |

### 전 구성원
| 이름          | 소개 |
| ------------- | --- |
| 모리 카츠유키 | - 이름 : 森且行 (모리 카츠유키, Mori Katsuyuki) - 생년월일 : 1974년 2월 19일(51세) - 출생지 : 일본 도쿄도 - 색상 : 미정 - 활동 기간 : 1988년 4월 ~ 1996년 5월 - 오토레이서(자동차경주).현재 일본에서 탑급 프로레이서이다. |

## 약력

### 데뷔
- 1988년 4월, 스케이트 보이즈(スケートボーイズ)중에서 그룹 결성. 결성 당시의 나이는 각각 나카이 만 15세, 기무라 만 15세, 이나가키 만 14세, 모리 만 14세, 쿠사나기 만 13세, 카토리 만 11세였다.
- CD 데뷔까지의 주니어의 활동 기간이 3년 이상으로, 그동안 아이돌 프로그램이나 드라마, 무대 등에 출연하며, 아이돌로서의 인기를 확보 해 나갔다. 그룹 이름은 사무실의 사장 쟈니 키타가와가 이 당시의 스케이트 보이즈의 캐치 카피한 "Sports Music Assemble People"("스포츠와 음악을 하기 위해 모인 사람들 "이라는 뜻)의 영문 머리 글자에서 명명했다.
- 1991년 1월 1일에 일본 무도관에서 첫 콘서트를 마치고, 같은 해 9월 9일, 〈Can't Stop!-LOVING-〉로 CD 데뷔. 동시에 당시 아이돌이 활동의 주류로 있던 음악 프로그램이 줄줄이 감소하기 시작해, "아이돌 빙하기"라는 시대에서, 버라이어티 등에서 활동하는 모험을 택한다. 《NHK 홍백가합전》에 〈Can't Stop!-LOVING-〉으로 첫 출장했다.
- 1992년 4월 (데뷔 반년 후), 후지 TV의 《꿈이 MORIMORI》에 고정 출연이 결정되었다. 이 프로그램의 당시 아이돌로서는 이례적으로, 본격적인 콩트 등을 연기하며, 지명도와 인기를 얻기 시작했다.
- 1994년에 12번째 싱글 〈Hey Hey 언제나 정말 고마워(Hey Hey おおきに毎度あり)〉로 첫 오리콘 1위를 획득했다.
- 1995년에 NTV 《24시간 TV "사랑은 지구를 구한다"》의 진행을 맡았다.
- 1996년부터는 후지 TV 《SMAP×SMAP》의 방송을 시작해, 현재는 인기 장수 프로그램으로 자리잡았다. 이후 드라마, 버라이어티, 콘서트에서 다방면으로 활약하기 시작했다. 하지만, 멤버 모리 카츠유키가 어린 시절부터의 꿈이었던 자동차 경주 선수로 변신하기 위해, SMAP를 탈퇴를 발표했다. 동시에 쟈니스 사무소도 퇴사하여, 연예계에서도 은퇴했다.(탈퇴 당시시 만 22세, 자동차 경주의 교육 학교에 입학이 가능한 나이가 23세 미만이었기 때문으로 알려졌다.)

### 밀리언 달성
- 1998년 1월 14일, 〈밤하늘의 저편(夜空ノムコウ)〉가 밀리언(100만장)을 기록.
- 2000년 8월 30일, 〈라이온 하트(らいおんハート)〉가 또 다시 밀리언을 기록. 11월 23일 기무라 타쿠야가 결혼 회견 (배우자는 쿠도 시즈카로 동시에 임신도 발표했다).[1]
- 2002년 4월, 〈밤하늘의 저편(夜空ノムコウ)〉이 일본의 중학교 3학년 음악 교과서에 게재되는 것이 결정되었다. "SMAP'02"Drink! Smap! Tour"에서는 115만명 관객을 동원했다. 한번의 투어의 관객 동원수는 일본 최다이다.

### 더블 밀리언 달성
- 2003년에 35번째 싱글 〈세상에 하나뿐인 꽃(世界に一つだけの花)〉이 더블 밀리언(200만장)을 기록했다. 이 곡은 앨범 〈Drink! Smap!〉에 수록되어 있으며, 쿠사나기 츠요시의 주연 드라마 《내가 사는 길》의 주제가에 기용되었다. 드라마 인기와 함께 이 노래도 주목을 받아, 급히 싱글 컷한 CD의 판매량은 250만장을 넘는 대히트를 기록했다. 또한, 《제54회 NHK 홍백가합전》에서는 그룹으로서는 사상 최초, 팝 가수로는 25년 만에 대형 트리(마지막 무대)를 맡았다.
- 2004년, 카토리 싱고가 NHK 대하드라마 《신센구미》에 출연하였고, 다른 멤버들도 연속 드라마 주연 등의 활약으로 인해 일정이 맞기 않아 《SMAP×SMAP》의 수록(방송)만 가능한 상황이었다. 따라서 이 해에는 콘서트 투어는 없었다. 이로써 연내 싱글을 한 장도 내지 않았다는 결과로 인해, 《제55회 NHK 홍백가합전》에서는 출장을 사퇴해 이것은 2번째 출장 사퇴가 되었다.

### 싱글 총 판매량 2000만장 달성
- 2005년, 2년 만에 콘서트 투어를 실시하여 7월 30일 삿포로 돔을 시작으로 가수의 단독 공연으로는 최초로 국립 가스미가오카 육상 경기장에서 콘서트를 가졌다. 투어 시작에 맞춰 발매한 싱글 〈BANG! BANG! 바캉스!〉와 앨범 〈SAMPLE BANG!〉를 동시 발매 해, 발매 당일에 싱글, 앨범이 모두 랭킹 첫 등장 1위를 기록했다. 이는 3인조 이상 그룹이 같은 날 발매의 싱글 앨범에서 동시에 1위를 기록하는 것은 1993년 WANDS 이후 12년만의 기록이다.
- 동년 12월 19일에는 오리콘 챠트 사상 4번째가 되는 싱글 총 판매량 2000만장 돌파했다. 2002년 1월 21일, 《SMAP×SMAP》의 비스트로 스맙(BISTRO SMAP) 코너에 우주 비행사 모리 마모루·노구치 소이치가 출연해, 이때 우승자 (이나가키·카토리)의 요리와 노구치가 칭찬한 쿠사나기가 만든 카레가 노구치 쇼이치와 함께 5월 15일, 우주 왕복선 '디스커버리'에 탑승했다. 그 때, 전 세계 동시 생중계 된 NASA 공동 기자 회견에 이나가키, 카토리가 참석하고 전 세계 기자들 앞에서 자리했다. 또한, 《제56회 NHK 홍백가합전》에 출장해 2번째 오오토리를 맡았다.
- 2006년 9월 9일에는 CD 데뷔 15주년을 맞았다. 2006년에 행해진 "Pop Up! SMAP LIVE! 생각보다 날아가 버렸습니다!"의 투어 공연이 열렸다. 또한, 2007년 1월 18일, 문화청 to 일본 PTA 전국 협의회 주최의 《부모와 자식으로 노래 사정 일본 노래 백곡》에 〈세상에 하나뿐인 꽃(世界に一つだけの花)〉이 선정되었다.
- 2008년 4월에는, SMAP 그룹 결성 20주년을 맞이했다. 2005년 발매 한 싱글 〈Triangle〉이 동년부터 일본의 고등학교 음악 교과서에 사용되는 것이 정해졌다. 또한 상하이의 여러 민간 기업에서 2009년 4월 30일 SMAP의 상하이 엑스포의 사전 이벤트로, 상하이 스타디움에서 콘서트를 실시"라는 가짜 기획서에 의한 티켓 사기가 일어난 적이 있다. 이 소동에 대해, 쟈니즈 사무소와 소속 레코드 회사의 빅터 엔터테인먼트에서는 공식 HP에 "그런 계획은 전혀 없다"고 팬들에게 경고문을 게재했다. 또한, 일본인 아티스트로는 당시 사상 최대의 도쿄돔 6일 공연을 실시했다.

### 콘서트 통산 관객 동원 수 1000만명 달성
- 2010년 1월 4일 《SMAP×SMAP》의 4시간 30분 생방송을 실시. 또한 SMAP에게는 이번 방송이 사상 최장 시간의 생방송이였다. 그러나, 멤버의 카토리 싱고가 1월 2일에 독감으로 인해, 4명만이 출연이 되었다.
- 동년 6월 13일 상하이 엑스포의 일환으로 상하이 엑스포 문화 센터에서 이벤트 "SMAP 상하이 엑스포 팬 모임"이 예정임을 4월 26일 발표되었다. 그러나 회장의 혼란을 우려해 6월 5일에 중지가 결정되었다.[2] 9월 15일, 일본인 사상 처음으로 콘서트 통산 관객 1000만명을 돌파했다.[3] 10월 9일·10일 상하이 체육관에서 콘서트가 개최될 예정이었지만, 중일 관계의 악화로 티켓 발매 중지를 중국의 관계자측과 협의한 결과 "안전 확보의 어려움"을 이유로 무기한 연기가 발표되었다. 8월 25일에 발매된 "THE SMAP MAGAZINE"이 오리콘 연간 탤런트 책 랭킹에서 1위를 기록했다. 《제61회 NHK 홍백가합전》에서 5년 만의 3번째 오오토리(마지막 무대)를 맡았다.
- 2011년 9월 9일에는 SMAP의 CD 데뷔 20주년을 맞았다. 이 해는 동일본 대지진의 영향으로 콘서트 투어를 실시하지 않았지만, 데뷔 20주년을 기념 해 전국 6개 도시에서 팬 미팅을 가졌다. 또한, 2차례 연기된 중국 공연은 9월 16일, 베이징 공인 체육장에서 첫 해외 공연으로 약 3만명의 관객을 동원했다. 동년 《제62회 NHK 홍백가합전》에서는 2년 연속 4번째 오오토리(마지막 무대)를 맡았다.
- 2012년 2월 16일부터 방송을 시작한 NHK 연속 TV 소설 《우메짱 선생님》의 주제가에 47번째 싱글 〈거꾸로 된 하늘(さかさまの空)〉 기용되었다. 쟈니즈 사무소 소속 아티스트가 동 시간대의 주제가를 맡는 것도 처음있는 일으로, 또한 그룹의 멤버가 전혀 출연하지 않는 텔레비전 드라마의 주제가에 기용된 것은 처음있는 일이다.[4]. 《제63회 NHK 홍백가합전》에서 3년 연속 5번째 오오토리(마지막 무대)를 맡았고, 3년 연속은 백조 팀의 최다 기록으로 도한 백조팀에서는 사상 최초이다.

### 해산
- 2016년 1월 13일, 그동안 SMAP를 지탱하던 치프 매니저 이이지마 미치가 사무실을 퇴사하는 데 따른, 기무라를 제외한 4명(나카이, 이나가키, 쿠사나기, 카토리)도 함께 퇴사할 의향을 나타냈기 때문에 그룹이 해체 위기에 있는 것이 스포츠 2종이의 한쪽 보도됐다. 이후, 스포츠 전문지와 주간지, 와이드 쇼 등에서 연일 각종 보도가 나간 정보가 엇갈렸지만 해산 위기 발생부터 5일 만인 1월 18일, 멤버의 5명이 《SMAP×SMAP》에 생방송 출연하고 사죄 등을 가지면서 그룹의 해산은 회피된 것으로 보인다. 이 생방송 출연에 의해서 Twitter에 액세스가 집중하고 한때 Twitter의 서버가 다운되는 사태였다. 이 회의 《SMAP×SMAP》 최고 순간 시청률은 37.2%였다.

해산 파동 후도 쟈니즈 사무소 스태프 등 관계 각 방면이 SMAP의 활동 존속하기 위해서 열심히 논의를 거듭했지만 그 해 8월 14일 새벽에 소속 사무소인 쟈니즈 사무소가 〈SMAP는 2016년 12월 31일을 기해 해산합니다〉 라는 발표, 해산 후에는 멤버 5명 모두 쟈니즈 사무소에 적을 남기고 개인으로서 활동할 예정이라고 발표됐다.

## 기록

### 오리콘
- 싱글에서는 〈밤하늘의 저편(夜空ノムコウ)〉, 〈라이온 하트(らいおんハート)〉, 〈신고마마의 오하록(慎吾ママのおはロック)〉(카토리 싱고의 솔로곡), 〈Smap Vest〉가 밀리언을 기록.
- 앨범에서는 〈세상에 하나뿐인 꽃(世界に一つだけの花)〉이 더블 밀리언을 기록. 또한, 21세기 싱글 CD 판매 1위. 오리콘 차트 역대 싱글 차트 9위.
- 싱글 통산 TOP10 획득 작품수 - 51작품 (역대 1위)
  - 무대에서 연속 TOP10 획득 작품수 - 48 작품 (역대 1위)
- 싱글 연속 TOP10 획득 연수 - 20년 (B'z와 더불어 역대 1위 기록)
  - 싱글 TOP10 부문에서 4관왕 달성[5]
  - 사상 4세트 번째 싱글 총 판매량 2000만장 돌파.
- 앨범 총 판매량 1000만장 돌파.
  - 3년대에 걸친 정규 앨범 선두 획득. 1990년대·2000년대·2010년대에 걸쳐 사잔 올스타즈에 이은 2번째.
  - 아이돌 아티스트는 남녀 그룹/솔로도 포함 사상 최초.
- 《SMAP과 가버려했다! SMAP SAMPLE TOUR 2005》가 오리콘 음악 DVD 초동 매상 역대 3위 (발매 당초에는 1위였다).
- 레귤러 프로그램 《SMAP×SMAP》의 2002년 1월 14일 방송이 시청률 34.2%로 (관동 지구) 일본의 역대 예능 버라이어티 부문 8위.
- 《NHK 홍백가합전》에서는 역대 출전 그룹 중 유일하게 톱 타자와 오오토리(마지막무대)를 담당.
  - 가수 별 시청률로는 2000년, 2003년, 2005년 ~ 2007년, 2010년, 2011년, 2012년 통산 7번째 1위 획득.
- 2002년 〈SMAP'02"Drink! Smap! Tour〉에서는 115만명 관객 동원했다.
  - 한번 투어에서 관객수는 일본내 최다 관객수.
  - 기록으로는 세계 최다의 콘서트 통산 관객 1000만명을 돌파. 이 기록은 2014년 기준으로, SMAP이 유일하다.

## 수상 경력
- 1991년 제22회 일본가요대상 우수방송음악신인상

일본 골든 디스크 대상
- 제6회 베스트5 뉴 아티스트상
- 1995년 제9회 일본 골드 디스크 대상 가요곡 아이돌부문 (남성) 〈Cool〉
  - 뮤직비디오상 〈SEXY SIX SHOW〉
- 1996년 제10회 앨범상 가요곡 아이돌 부문 (남성) 〈SMAP 007 ~ Gold Singer~〉
- 1997년 제11회 앨범상 가요곡 아이돌 부문 (남성) 〈SMAP 008 TACOMAX〉
- 1999년 제13회 SONG OF THE YEAR 〈夜空ノムコウ〉
- 2001년 제15회 SONG OF THE YEAR 〈らいおんハート>, <慎吾ママのおはロック〉
- 2002년 제16회 POP ALBUM OF THE YEAR 〈Smap Vest〉
  - MUSIC VIDEO OF THE YEAR 〈Smap! Tour! 2002!> <Live MIJ〉
- 2004년 제18회 SONG OF THE YEAR 〈世界に一つだけの花〉
- 2006년 제20회 MUSIC VIDEO OF THE YEAR 〈SMAPとイッちゃった! SMAP SAMPLE TOUR 2005〉
- 2007년 제21회 THE BEST MUSIC VIDEO 〈Pop Up! SMAP LIVE! 思ったより飛んじゃいました! ツアー〉
- 2009년 제23회 THE BEST MUSIC VIDEO 〈SMAP 2008 super.modern.artistic.performance tour〉

## 디스코그래피

### 싱글
| #   | 제목                                        | 의미                               | 발매일           |
| --- | ------------------------------------------- | ---------------------------------- | ---------------- |
| 01. | Can't stop!! -LOVING-                       |                                    | 1991년 9월 9일   |
| 02. | 正義の味方はあてにならない                  | 정의의 편은 믿음이 안가            | 1991년 12월 6일  |
| 03. | 心の鏡                                      | 마음의 거울                        | 1992년 3월 18일  |
| 04. | 負けるなBaby! ～Never give up               | 지지 마 Baby! ~Never give up       | 1992년 7월 8일   |
| 05. | 笑顔のゲンキ                                | 웃는 얼굴의 힘                     | 1992년 11월 11일 |
| 06. | 雪が降ってきた                              | 눈이 내려왔다                      | 1992년 12월 12일 |
| 07. | ずっと忘れない                              | 계속 잊지 않을게                   | 1993년 3월 3일   |
| 08. | はじめての夏                                | 첫 여름                            | 1993년 6월 6일   |
| 09. | 君は君だよ                                  | 그대는 그대라네                    | 1993년 9월 9일   |
| 10. | $10                                         |                                    | 1993년 11월 11일 |
| 11. | 君色思い                                    | 그대 색 생각                       | 1994년 1월 1일   |
| 12. | Hey Hey おおきに毎度あり                    | Hey Hey 언제나 정말 고마워         | 1994년 3월 12일  |
| 13. | オリジナル スマイル                         | 오리지널 스마일                    | 1994년 6월 6일   |
| 14. | がんばりましょう                            | 힘냅시다                           | 1994년 9월 9일   |
| 15. | たぶんオーライ                              | 아마 올라이트                      | 1994년 12월 21일 |
| 16. | KANSHAして                                  | 감사해 줘                          | 1995년 3월 3일   |
| 17. | しようよ                                    | 하자                               | 1995년 6월 6일   |
| 18. | どんないいこと                              | 어떤 좋은 것                       | 1995년 9월 9일   |
| 19. | 俺たちに明日はある                          | 우리들에게 내일은 있다             | 1995년 11월 11일 |
| 20. | 胸さわぎを頼むよ                            | 가슴 설레임을 부탁해               | 1996년 2월 2일   |
| 21. | はだかの王様 ～シブトクつよく～             | 벌거벗은 임금님 ~고집 세서 강하다~ | 1996년 5월 5일   |
| 22. | 青いイナズマ                                | 파란 번개                          | 1996년 7월 15일  |
| 23. | SHAKE                                       |                                    | 1996년 11월 18일 |
| 24. | ダイナマイト                                | 다이너마이트                       | 1997년 2월 26일  |
| 25. | セロリ                                      | 셀러리                             | 1997년 5월 14일  |
| 26. | Peace!                                      |                                    | 1997년 9월 26일  |
| 27. | 夜空ノムコウ                                | 밤하늘의 저편                      | 1998년 1월 14일  |
| 28. | たいせつ                                    | 소중함                             | 1998년 5월 8일   |
| 29. | 朝日を見に行こうよ                          | 아침 해를 보러 가자                | 1999년 1월 27일  |
| 30. | Fly                                         |                                    | 1999년 6월 23일  |
| 31. | Let It Be                                   |                                    | 2000년 2월 9일   |
| 32. | らいおんハート                              | 라이온하트                         | 2000년 8월 30일  |
| 33. | Smac                                        |                                    | 2001년 7월 28일  |
| 34. | freebird                                    |                                    | 2002년 5월 15일  |
| 35. | 世界に一つだけの花 (シングル・ヴァージョン) | 세상에 하나뿐인 꽃 (싱글 버전)     | 2003년 3월 5일   |
| 36. | 友だちへ ～Say What You Will～              | 친구에게 ~Say What You Will~       | 2005년 1월 19일  |
| 37. | BANG! BANG! バカンス                        | BANG! BANG! 바캉스                 | 2005년 7월 27일  |
| 38. | Triangle                                    |                                    | 2005년 11월 23일 |
| 39. | Dear WOMAN                                  |                                    | 2006년 4월 19일  |
| 40. | ありがとう                                  | 고마워요                           | 2006년 10월 11일 |
| 41. | 弾丸ファイター                              | 탄환파이터                         | 2007년 12월 19일 |
| 42. | そのまま                                    | 그대로                             | 2008년 3월 5일   |
| 43. | この瞬間、きっと夢じゃない                  | 이 순간, 분명 꿈이 아니다          | 2008년 8월 13일  |
| 44. | そっと きゅっと／スーパースター★            | 살그머니 꽉／슈퍼스타★             | 2009년 8월 26일  |
| 45. | This is love                                |                                    | 2010년 8월 4일   |
| 46. | 僕の半分                                    | 내 반쪽                            | 2011년 12월 21일 |
| 47. | さかさまの空                                | 거꾸로 된 하늘                     | 2012년 4월 25일  |
| 48. | Moment                                      |                                    | 2012년 8월 1일   |
| 49. | Mistake!/Battery                            |                                    | 2013년 2월 27일  |
| 50. | Joy!!                                       |                                    | 2013년 6월 5일   |
| 51. | シャレオツ/ハロー                           |                                    | 2013년 12월 18일 |
| 52. | Yes we are/ココカラ                         | Yes we are/여기서부터              | 2014년 4월 9일   |
| 53. | Top Of The World/Amazing Discovery          |                                    | 2014년 7월 16일  |
| 54. | 華麗なる逆襲/ユーモアしちゃうよ             | 화려한 역습/유머한다구             | 2015년 2월 18일  |
| 55. | Otherside/愛が止まるまでは                  | Otherside/사랑이 멈출 때까지는     | 2015년 9월 9일   |

#### 다운로드 한정
| ＃ | 착신기간                           | 제목                      | 의미                  |
| -- | ---------------------------------- | ------------------------- | --------------------- |
| 1  | 2004년 12월 24일 ~ 12월 26일       | song of X'smap            |                       |
| 2  | 2007년 3월 1일 ~ 4월 30일          | 旅立ちの日に              | 떠나는 날에           |
| 3  | 2007년 12월 19일 ~ 2008년 1월 18일 | Mermaid                   |                       |
| 4  | 2011년 5월 4일 ~                   | not alone〜幸せになろうよ | not alone~ 행복해지자 |

#### 기간 한정
2007년 이후 발매한 CD는 SMAP SHOP 한정 판매
| ＃ | 발매기간                           | 제목                                            |
| -- | ---------------------------------- | ----------------------------------------------- |
| 1  | 2002년 7월 28일 ~ 2002년 11월 3일  | Smap Single Series                              |
| 2  | 2007년 12월 2일 ~ 2008년 1월 7일   | HAPPY HAPPY SMAP                                |
| 3  | 2008년 12월 16일 ~ 2009년 1월 12일 | MERRY HAPPY SMAP                                |
| 4  | 2009년 12월 18일 ~ 2010년 1월 11일 | CHAN TO SHI NAI TO NE!                          |
| 5  | 2009년 12월 18일 ~ 2010년 1월 11일 | SEKAI NI HITOTSU DAKE NO HANA（S.O.N. version） |
| 6  | 2010년 12월 8일 ~ 2011년 1월 10일  | Are You Smap?                                   |
| 7  | 2011년 12월 8일 ~ 2012년 1월 9일   | RUNNING SMAP!                                   |
| 8  | 2012년 12월 5일 ~ 2013년 1월 6일   | GIFT from SMAP                                  |
| 9  | 2013년 12월 5일 ~ 2014년 1월 5일   | 50 GO SMAP                                      |
| 10 | 2013년 12월 5일 ~ 2014년 1월 5일   | 50 GO SMAP -50 SINGLES-                         |

### 앨범

#### 오리지널 앨범
| #   | 제목                              | 의미        | 발매일           |
| --- | --------------------------------- | ----------- | ---------------- |
| 01. | SMAP 001                          |             | 1992년 1월 1일   |
| 02. | SMAP 002                          |             | 1992년 8월 26일  |
| 03. | SMAP 003                          |             | 1993년 1월 1일   |
| 04. | SMAP 004                          |             | 1993년 7월 7일   |
| 05. | SMAP 005                          |             | 1994년 2월 2일   |
| 06. | SMAP 006 ~SEXY SIX~               |             | 1994년 7월 7일   |
| 07. | SMAP 007 ~Gold Singer             |             | 1995년 7월 7일   |
| 08. | SMAP 008 ~TACOMAX                 |             | 1996년 3월 3일   |
| 09. | SMAP 009                          |             | 1996년 8월 12일  |
| 10. | SMAP 011 ス                       | SMAP 011 스 | 1997년 8월 6일   |
| 11. | SMAP 012 ~VIVA AMIGOS!            |             | 1998년 6월 18일  |
| 12. | BIRDMAN ~SMAP013                  |             | 1999년 7월 14일  |
| 13. | S map ~SMAP014                    |             | 2000년 10월 14일 |
| 14. | SMAP 015 / Drink! Smap!           |             | 2002년 7월 24일  |
| 15. | SMAP 016 / MIJ                    |             | 2003년 6월 25일  |
| 16. | SAMPLE BANG!                      |             | 2005년 7월 27일  |
| 17. | Pop Up! SMAP                      |             | 2006년 7월 26일  |
| 18. | super.modern.artistic.performance |             | 2008년 9월 24일  |
| 19. | We are SMAP!                      |             | 2010년 7월 21일  |
| 20. | GIFT of SMAP                      |             | 2012년 8월 8일   |
| 21. | Mr.S                              |             | 2014년 9월 3일   |

#### 미니 앨범
| #  | 제목     | 발매일          |
| -- | -------- | --------------- |
| 1. | La Festa | 1998년 8월 26일 |

#### 베스트 앨범
| #  | 제목          | 발매일           |
| -- | ------------- | ---------------- |
| 1. | Cool          | 1995년 1월 1일   |
| 2. | WOOL          | 1997년 3월 26일  |
| 3. | SMAP Vest     | 2001년 3월 23일  |
| 4. | pamS          | 2001년 8월 8일   |
| 5. | SMAP AID      | 2011년 8월 17일  |
| 6. | SMAP 25 YEARS | 2016년 12월 21일 |

#### 대한민국에 라이센스 발매된 음반
대한민국 레이블 JVC 코리아 - 빅터 엔터테인먼트의 대한민국 지사
- smap Vest 2004년 4월 20일
- MIJ~SMAP016 2004년 5월 20일
- Wonderful Life &G 2004년 5월 20일
- Drink! Smap! 2004년 7월 6일
- Urasma 2004년 8월 19일
- 友だちへ~ (친구에게~) Say What You Will~ 2005년 1월 25일
- BANG! BANG! バカンス! (바캉스!) 2005년 8월 2일
- SAMPLE BANG! 2005년 8월 12일

### 영상 앨범(VHS/DVD)

#### 음악
| ＃ | VHS발매일        | DVD발매일        | 제목                                                |
| -- | ---------------- | ---------------- | --------------------------------------------------- |
| 1  | 1991년 9월 21일  | -                | Hop Smap Jump!                                      |
| 2  | 1992년 3월 14일  | 2003년 12월 24일 | 1992.1 SMAP 1st LIVE "왔습니다 설날!"콘서트         |
| 3  | 1994년 11월 11일 | 2003년 12월 24일 | SEXY SIX SHOW                                       |
| 4  | 1995년 12월 16일 | 2003년 12월 24일 | SMAP 007 MOVIES〜Summer Minna Atsumare Party        |
| 5  | 1996년 12월 9일  | 2000년 12월 6일  | SMAP 010 "TEN"                                      |
| 6  | 1997년 12월 17일 | 1997년 12월 17일 | 1997 SMAP LIVE 스                                   |
| 7  | 1998년 12월 24일 | 2000년 12월 6일  | SMAP LIVE AMIGOS!                                   |
| 8  | 1999년 12월 22일 | 2000년 1월 1일   | LIVE BIRDMAN                                        |
| 9  | 2001년 3월 14일  | 2001년 3월 14일  | LIVE S map                                          |
| 10 | 2001년 12월 21일 | 2001년 12월 21일 | LIVE pamS                                           |
| 11 | 2002년 9월 21일  | 2002년 9월 21일  | Clip! Smap!                                         |
| 12 | 2003년 3월 5일   | 2003년 3월 5일   | Smap! Tour! 2002!                                   |
| 13 | 2003년 12월 24일 | 2003년 12월 24일 | Live MIJ                                            |
| 14 | 2005년 12월 14일 | 2005년 12월 14일 | SMAP과 가버려했다! SMAP SAMPLE TOUR 2005            |
| 15 | 2006년 12월 6일  | 2006년 12월 6일  | Pop Up! SMAP LIVE! 생각보다 날아가 버렸습니다! 투어 |
| 16 | -                | 2008년 12월 17일 | SMAP 2008 super.modern.artistic.performance tour    |
| 17 | -                | 2010년 12월 8일  | We are SMAP! 2010 CONCERT DVD                       |
| 17 | -                | 2011년 12월 7일  | THANKS FOR BEIJING!!                                |
| 18 | -                | 2012년 12월 5일  | GIFT of SMAP CONCERT'2012                           |

#### 음악 이외
| ＃ | VHS발매일       | DVD발매일        | DVD발매일        | 제목                                          |
| -- | --------------- | ---------------- | ---------------- | --------------------------------------------- |
| 1  | 1992년 3월 14일 | 2003년 12월 24일 | 2003년 12월 24일 | 오리지널 스토리 마음의 거울                   |
| 2  | 1993년 9월 1일  | 2003년 12월 24일 | 2003년 12월 24일 | SMAP VIDEO 첫 여름                            |
| 3  | 1994년 6월 29일 | 2002년 6월 25일  | 2002년 6월 25일  | 영화 《슛!》                                  |
| 3  | 1994년 6월 29일 | 기간 한정반      | 2005년 12월 3일  | 영화 《슛!》                                  |
| 3  | 1994년 6월 29일 | 기간 한정반      | 2007년 1월 27일  | 영화 《슛!》                                  |
| 4  | 1997년 4월 25일 | -                | -                | 드라마 《내가 나이기 때문에》                 |
| 5  | 2001년 8월 8일  | 2001년 8월 8일   | 2001년 8월 8일   | Smap Short Films                              |
| 6  | 2002년 8월 23일 | 2002년 8월 23일  | 2002년 8월 23일  | 드라마 《기묘한 이야기 SMAP 특별편》          |
| 7  | -               | 2005년 11월 30일 | 2005년 11월 30일 | X'smap~호랑이와 사자와 다섯 남자              |
| 8  | -               | 2010년 9월 29일  | 2010년 9월 29일  | SMAP ☆ 노력하겠습니다 ~! 2010 10시간 초완전판 |

- 기타 
  - 로손 한정 쟈니즈 월드 SMAP 편 (1권·3권 - 7권의 총 6개)
  - 꿈이 MORI MORI Special Live
  - 꿈이 MORI MORI Super Live
  - SMAP WINTER CONCERT 1995 - 1996 (VHS → 1996년)
- 발매 중지
  - "THE SECRET LIVE" (나카이, 쿠사나기, 카토리가 참여한 콩트 라이브)

## 주요 타이업
| 노래 (곡/원제)           | 노래 (곡/풀이)           | 타이업(광고/작품 제목)                    |
| ------------------------ | ------------------------ | ----------------------------------------- |
| 笑顔のゲンキ             | 웃는 얼굴의 건강         | 애니메이션 《히메찬의 리본》              |
| はじめての夏             | 처음인 여름              | 애니메이션 《히메찬의 리본》              |
| 君は君だよ               | 그대는 그대라네          | 애니메이션 《히메찬의 리본》              |
| 君色思い                 | 그대색 생각              | 애니메이션 《빨간 망토 차차》             |
| 俺たちに明日はある       | 우리들에게 내일은 있다   | 드라마 《인생은 최상이다》                |
| セロリ                   | 셀러리                   | 드라마 《다정한 사람》                    |
| たいせつ                 | 가장 소중                | 드라마 《브라더스》                       |
| らいおんハート           | 라이온 하트              | 드라마 《푸드 파이트》                    |
| 世界に一つだけの花       | 세상에서 하나뿐인 꽃     | 드라마 《내가 사는 길》                   |
| Dear WOMAN               |                          | 시세이도 샴푸 츠바키(TSUBAKI) 광고(CM) 송 |
| ありがとう               | 감사합니다               | 드라마 《내가 걷는 길》                   |
| そのまま                 | 그대로                   | 드라마 《사사키 부부의 인의 없는 싸움》   |
| そっときゅっと           | 살그머니 꽉              | 드라마 《임협 헬퍼》                      |
| Not alone~幸せになろうよ | 혼자가 아니야~행복해지자 | 드라마 《행복해지자》                     |
| さかさまの空             | 거꾸로의 하늘            | 드라마 《우메짱선생님》                   |
| Joy!!                    |                          | 드라마 《희미한 그녀》                    |
| シャレオツ               | 멋지다                   | 드라마 《독신귀족》                       |

## 콘서트
SMAP의 투어는 앨범 발매와 동시에 실시한다. 초기에는 1년에 2회 앨범을 발매하고 있었기 때문에 연 2회(이벤트를 포함하면 그 이상) 실시하였다. 1997년 이후, 개인 활동 증가로 스케줄 확보가 어려워 콘서트는 연간 1회가 되었다. 또한 같은 이유로 이벤트도 실시하지 않게 되었다. 2004년 이후에는 연간 1회의 콘서트도 어렵게 되어 2년에 1회 정도로 실시하였다.
초기의 무렵부터 버라이어티 프로그램에 참가했기 때문에, 과거 아이돌의 콘서트와는 다르게 MC가 길다. 또, 1회의 콘서트에서 두 번 MC를 실시하는 일도 있다. 아이돌 콘서트에서는 최초로 콩트를 하기도 했다.
「SMAP의 매료 시키는 방법은 SMAP이 가장 잘 알고 있다」라고 하는 이유로, 콘서트의 구성을 초기의 무렵부터 멤버(특히 나카이 마사히로)가 하고 있다.구성은 곡 순서 뿐만 아니라 중간에 삽입되는 영상 등까지 세밀하게 다뤄진다. 2010년대에는 멤버 카토리 싱고가 콘서트의 구성을 담당하고 있다.
SMAP FIRST CONCERT
- 1991년 1월 1일, 3회 공연
- 일본 무도관(도쿄)에서 공연.
- 콘서트 리허설 중 멤버 카토리 싱고가 백턴을 연습하다 골절상을 입어 5명이 공연하게 되었다. 그 뒤로 1996년까지 정월에 콘서트를 하는 것이 항례가 되었다.

SPRING SMAP '91 
- 1991년 3월 24일 ~ 4월 3일, 3개 도시 3회 공연
- 요코하마 아레나, 아이치 후생연금회관, 오사카 우생연금회관에서 공연.

SMAP '92 <드디어 왔습니다. 정월!>(やってきましたお正月!!)
- 1992년 1월 1일 ~ 1월 7일
- 일본 무도관(도쿄), 아이치 후생연금회관, 오사카 우생연금회관에서 공연.
- CD데뷔 이후 첫 콘서트 투어. 1월1일은 도쿄에서 5공연을 했다.

SPRING SMAP '92
- 1992년 3월 21일 ~ 4월 5일
- 미야자키현민회관, 히로시마 아스텔플라자, 후쿠오카 시민문화회관, 홋카이도 후생연금회관, 교토회관에서 공연.

SMAP'92 SUMMER CONCERT "負けるなBaby!"
- 1992년 8월 27일 ~ 8월 31일
- 일본 무도관(도쿄), 오사카성 홀, 나고야 레인보우홀에서 공연.

메이지대학교 순다이제 SMAP 라이브 
- 1992년 11월 2일
- 메이지대학교
- 유일한 학원 축제 공연.

NEW YEAR CONCERT 
- 1993년 1월 1일 ~ 1월 8일
- 일본 무도관(4회공연), 오사카 후생연금회관, 아이치 후생연금회관

꿈이 MORI MORI Spring Concert(夢がMORI MORI Spring Concert)
- 1993년 3월 5일 1회 공연
- 당시 출연중이었던 방송<꿈이 MORI MORI>의 기획으로 열린 스페셜 콘서트였다.

SPRING SMAP '93’
- 1993년 3월 21일 ~ 4월 24일
- 시즈오카 시민문화회관, 히로시마 아스텔 플라자, 후쿠오카 선팔레스, 센다이 선플라자, 고베 국제회관, 홋카이도 후생연금회관, 가나가와현립홀에서 공연.

NEW YEAR CONCERT’
- 1994년 1월 1일 ~ 1월 7일
- 4개도시 17공연
- 일본 무도관(6회공연), 아이치 후생연금회관, 오사카성 홀(추가 공연), 오사카 후생연금회관에서 공연.

꿈이 MORI MORI Spring Concert '94(夢がMORI MORI Spring Concert '94)
- 1994년 3월 9일
- 도쿄 나카노선플라자에서 공연.
- TV방송 <꿈이 MORI MORI>의 기획으로 열린 2번째 공연.

SPRING CONCERT 1994 "Hey Hey おおきに毎度あり"
- 1994년 4월 30일 ~ 5월 8일
- 도쿄 후생연금회관、요코하마 아리나、아이치 후생연금회관, 오사카 만국박람회홀에서 공연.

SEXY SIX SHOW
- 1994년 7월 24일 ~ 8월 30일
- 홋카이도 후생연금회관, 센다이 선플라자, 군마현립회관, 일본 무도관, 아라니가타 테르사, 이시카와 후생연금회관, 나고야시공회당, 교토 미나미자, 오사카 후생연금회관, 히로시마 메르파르크 홀, 후쿠오카 선팔레스, 나가사키시 공회당, 가고시마현 문화센터에서 공연.

COOL JANUARY
- 1995년 1월 1일 ~ 1월 6일
- 일본 무도관、나고야 레인보우홀、오사카성 홀에서 공연.

자니즈 월드 스페셜 <COOL COOL SMAP '95>
- 1995년 3월 31일 ~ 4월 4일
- 센다이 선플라자、요코하마 아리나、오사카성 홀에서 공연.
- 당시 로손한정으로 발매되었던 비디오 <비쥬얼 레코드-자니즈 월드>에 관련하여 로손의 협찬을 받아 입장료는 무료였다.

COOL SPRING
- 1995년 3월 31일 ~ 4월 4일
- 일본 무도관, 나고야 레인보우홀、오사카성 홀에서 공연.

SUMMER MINNA ATUMARE PARTY 
- 1995년 7월 26일 ~ 9월 3일 (43공연)
- 홋카이도 후생연금회관, 아오모리 시민문화회관, 이와테 현립회관, 센다이 선플라자, 군마 현립회관, 오오미야 소닉시티, 요코하마 아리나, 니가키 현립회관, 가나자와시 관광회관, 마쓰모토 문화회관, 나고야 레인보홀, 오사카성 홀, 가가와 현립홀, 후쿠오카 선팔레스, 나가사키시 공회당, 미야자키시민회관, 가고시마 시민문화홀, 오키나와현 통합운동공원 육상경기장에서 공연.

WINTER CONCERT 1995-1996 
- 1995년 12월 25일 ~ 1996년 1월 14일 (28회 공연)
- 요요기 화이트시어터, 나고야 레인보홀, 오사카성 홀에서 공연.

SPRING CONCERT '96 
- 1996년 3월 22일 ~ 4월 7일 (12회 공연)
- 삿포로 쓰키사무 그린돔, 모리오카 아이스 아리나, 하마마쓰 아리나, 후쿠이 선돔, 히로시마 선플라자, 후쿠오카 국제센터

超無限大翔
- 1996년 7월 19일 ~ 8월 24일 (11회 공연)
- 삿포로, 센다이, 도쿄, 후쿠오카, 오키나와에서 공연.
- 첫 스타디움 투어. 멤버 모리 가쓰유키가 투어가 시작하기 전에 탈퇴하여 지금 멤버 5명으로 공연하였다. 당초 오키나와를 뺀 5개도시에서만 공연을 할 예정이었으나 문의가 쇄도하여 각 회장당 1공연씩, 그리고 오키나와 공연까지 총 6회공연을 추가했다. 그리고 후쿠오카 공연에서는 1일 2회 공연을 하였고 오키나와 공연에서는 티켓 사기사건까지 일어날 정도로 흥행하였다.

'SMAP 1997 "스(ス)" ～スばらしい！ステキな！スゴイぞ！スーパースペシャルコンサート～
- 1997년 7월 15일 ~ 9월 15일 (26회 공연)
- 삿포로, 야마가타, 요코하마, 이시카와, 나가사키, 나고야, 오사카, 히로시마, 후쿠오카에서 공연
- 이 해부터 투어가 1년에 1번씩 열리게 된다,
- 콘서트에서는 처음으로 TV 방송 <SMAP×SMAP>의 꽁트 캐릭터들이 등장하는 연출을 하여 이후의 콘서트 연출의 방향을 잡는 터닝 포인트가 되었다.

CONCERT TOUR 1998 "VIVA AMIGOS!"
- 1998년 7월 21일 ~ 10월 1일 (22회 공연)
- 삿포로, 센다이, 도쿄, 이시카와, 나고야, 오사카, 히로시마, 후쿠오카에서 공연.
- 예정되어있던 도쿠시마 공연(4회공연)이 아와오도리축제의 이벤트와 중복예약되어 공연이 중단되었다.

SMAP 1999 TOUR "BIRDMAN" 
- 1999년 7월 24일 ~ 9월 26일 (16회 공연)
- 삿포로, 아키타, 센다이, 요코하마, 나고야, 오사카, 후쿠오카에서 공연.

SMAP '00 "S map Tour"
- 2000년 10월 14일 ~ 11월 27일 (18회 공연)
- 삿포로, 아키타, 센다이, 사이타마, 도쿄, 나고야, 오사카, 후쿠오카에서 공연.

SMAP '01 "pamS Tour" 우라스맙
- 2001년 7월 28일 ~ 9월 30일 (20회 공연)
- 삿포로, 이와테, 도쿄, 니이가타, 나고야, 오사카, 히로시마, 후쿠오카에서 공연.
- 데뷔 10주년에 열림 투어공연. 지금까지 발매된 곡 중에서 콘서트에서 부르지 않았던 곡들을 선곡하였다. 그러나 이나가키 고로의 사건으로 8월 25일 이후에는 멤버 4명만이 공연하였다.

SMAP '02 "Drink! Smap! Tour"
- 2002년 7월 28일 ~ 11월 3일 (24회 공연)
- 삿포로, 미야자키, 도쿄, 니이가타, 시즈오카, 나고야, 오사카, 효고, 히로시마, 후쿠오카에서 공연.
- 여름과 가을에 걸쳐 가장 길었던 투어. 관객동원수 120만 명을 넘었다. (한 투어로 일본 역대 최다 관객동원수를 기록했다.)
- 한일 월드컵 개최 기념으로 축구경기가 열린 스타디움을 중심으로 투어를 개최. 전년도의 나고야 공연을 4명밖에 참여하지 못했기 때문에, 나고야가 첫 공연지로 선정하였다.

SMAP '03 "MIJ Tour" 
- 2003년 7월 5일 ~ 9월 6일 (21회 공연)
- 삿포로, 미야자키, 도쿄, 요코하마, 니이가타, 아이치, 오사카, 히로시마, 후쿠오카에서 공연.
- 카토리 싱고의 NHK 대하드라마<신선조>의 촬영 때문에 공연 수를 줄였으나 오사카 추가공연을 결정하여 전년에 이어 관객동원수 100만 명을 넘겼다.
- 처음으로 요코하마 국제종합경기장에서 콘서트를 했다.

SMAPとイク？(SMAP이랑 갈래?) SMAP SAMPLE TOUR FOR 62DAYS. 
- 2005년 7월 30일 ~ 9월 29일 (21회 공연)
- 삿포로, 도쿄, 요코하마, 나고야, 오사카, 후쿠오카에서 공연.
- 단독 아티스트로는 사상 처음으로 도쿄 국립경기장(국립 카스미가오카 경기장)에서 콘서트를 했다.
- 또 이제까지 SMAP의 콘서트를 본 적이 없는 사람도 보러 와줬으면 좋겠다는 취지로 ‘SAMPLE 시트’ 자리를 만들었다. 그 외에도 남성 전용석인 ‘MEN'S seat’, 커플석인 ‘初体験 seat’를 발매하였다.

날겠습니다! 날아가자! 날아라 스맙! TOUR- (Pop up! SMAP―飛びます!トビだす!とびスマ? TOUR)
- 2006년 7월 30일 ~ 10월 9일 (21회 공연)
- 삿포로, 니이가타, 도쿄, 요코하마, 나고야, 오사카, 후쿠오카에서 공연.
- 수도권의 돔 스타디움 3군데에서 8회 공연을 하여 총 관객수 48만명에 달한 것은 사상 최대의 규모였다. 3D안경을 사용하여 영상속의 멤버들이 튀어나올 것 같이 입체적으로 연출하여 관객들을 놀래켰다.
- 전년도에 이어 ‘MEN'S seat’(남성전용), ‘COUPLE seat’(커플전용)티켓이 발매되었다. 또 니이가타에서의 공연이 유일한 지방 공연이었는데, 이것은 전년도 투어에서 지진 때문에 니이가타 공연을 할 수 없었던 것을 아쉬워 하는 멤버들의 강한 요청에 의해 이뤄졌다.
- 9월 9일의 국립경기장의 라이브 중 나카이 마사히로가 왼쪽다리의 근육이 파열되는 사고가 있었다.
- 9월 29일 도쿄돔의 공연에서는 고다 구미가 깜짝출연하여 카토리 싱고와 듀엣 무대를 꾸몄다.

super.modern.artistic.performance 2008 tour 
- 2008년 9월 24일 ~ 12월 3일 (16회 공연)
- 콘서트 첫날 멤버 카토리 싱고가 추락하여 다리에 부상을 입었으나(전치 2주), 투어 일정 모두 공연하였다.
- 일본 가수 최초로 도쿄돔에서 6회 공연 (최다)

We are SMAP! 2010 SMAP CONCERT TOUR
- 2010년 7월 31일 ~ 9월 19일 (19회 공연)
- 삿포로, 도쿄, 나고야, 오사카, 후쿠오카에서 공연.
- 전회로부터 2년만의 투어로, 투어 개최 20년째를 맞이한다. 관객 동원수 약 92만명.
- 투어 첫날 직전에 나카이 마사히로가 급성 요통인 것이 발각되었다.
- 9월 15일 도쿄 돔 공연으로 통산 관객 동원수 1000만명을 돌파한다.
- 9월 16일 공연에는 전 멤버인 모리 가쓰유키가 관람하였다.

2011년 SMAP 북경 콘서트 힘내자, 일본! 고마워, 중국! -아시아는 하나 프로젝트
- SMAP의 첫 해외콘서트로써 2011년 9월 16일, 중국의 북경공인경기장에서 펼쳐졌다.
- 콘서트의 내용 자체는 작년의「We are SMAP! 2010 SMAP CONCERT TOUR」와 대부분 같고, 일부의 노래는 중국어로 노래했다.

축20주년! SMAP FaN×FuN PARTY 2011
- 2011년 11월 12일~13일 도쿄돔
- CD데뷔 20주년 기념으로 한 팬미팅 (단발이벤트) 이나 내용 구성은 콘서트 수준
- 공연 후 출구 5곳 각각에 멤버 1명씩 서서 퇴장하는 관객들을 배웅하는 서프라이즈를 연출했다

GIFT of SMAP -CONCERT TOUR'2012
- 2012년 8월 23일 ~ 12월 24일 (22회 공연)
- 삿포로, 도쿄, 나고야, 오사카, 후쿠오카에서 공연했고 관객 동원수는 약 100만명

## NHK 홍백가합전 출연 역사
「NHK 홍백가합전」에는, 1991년부터 거의 매년 출연해왔다. 또한 리더 나카이 마사히로가 1997년, 1998년, 2006년, 2008년, 2009년에 백조사회, 2007년 홍조사회를 맡았다. 2003년, 2005년, 2010년, 2011년은 마지막 순서에 등장했고 2007년은 예정되어 있던 곡이 모두 종료한 후에, 다른 출연자들과 함께 세상에 하나뿐인 꽃을 합창했다. 2001년은 「(이나가키 고로가 근신중이어서) 5명이 출연할 수 없기 때문에」, 2004년은 「신곡을 발표하지 않았다」라는 이유로, 출연하지 않았다.
| 연도   | 방송회 | #  | 곡명                                                                    | 대전상대         | 시청률     |
| ------ | ------ | -- | ----------------------------------------------------------------------- | ---------------- | ---------- |
| 1991년 | 제42회 | 1  | Can't Stop!! -LOVING-                                                   | 구도 시즈카      |            |
| 1992년 | 제43회 | 2  | 雪が降ってきた(눈이 내려왔다)                                           | 모리구치 히로코  |            |
| 1993년 | 제44회 | 3  | $10                                                                     | 니시다 히카루    |            |
| 1994년 | 제45회 | 4  | がんばりましょう(힘냅시다)                                              | 모리구치 히로코  |            |
| 1995년 | 제46회 | 5  | 胸騒ぎ(가슴떨림) '96                                                    | 모리타카 지사토  | 52.9%      |
| 1996년 | 제47회 | 6  | SHAKE                                                                   | 아무로 나미에    |            |
| 1997년 | 제48회 | 7  | ダイナマイト(다이너마이트), セロリ(셀러리)                              | 가하라 도모미    | 52.8%      |
| 1998년 | 제49회 | 8  | 夜空ノムコウ(밤하늘의 저편)                                             | 텐도 요시미      | 61.6%      |
| 1999년 | 제50회 | 9  | Fly                                                                     | 아무로 나미에    | 56.1%      |
| 2000년 | 제51회 | 10 | らいおんハート(라이온하트)                                              | 아무로 나미에    | 51.8%(1위) |
| 2002년 | 제53회 | 11 | freebird '02                                                            | 나카시마 미카    | 47.7%      |
| 2003년 | 제54회 | 12 | 世界に一つだけの花(세상에 하나뿐인 꽃)                                  | 텐도 요시미      | 57.1%(1위) |
| 2005년 | 제56회 | 13 | Triangle                                                                | 텐도 요시미      | 50.1%(1위) |
| 2006년 | 제57회 | 14 | ありがとう(고마워요)                                                    | DREAMS COME TRUE | 48.8%(1위) |
| 2007년 | 제58회 | 15 | 弾丸ファイター(탄환파이터) 홍백SP                                       | DREAMS COME TRUE | 43.9%(1위) |
| 2008년 | 제59회 | 16 | この瞬間、きっと夢じゃない(이 순간, 분명 꿈이아니다) 홍백SP             | 이시카와 사유리  | 42.8%      |
| 2009년 | 제60회 | 17 | そっと きゅっと(살그머니 꽉), 〜 世界に一つだけの花(세상에 하나뿐인 꽃) | 아야카           | 48.7%      |
| 2010년 | 제61회 | 18 | This is love '10 SP 메들리                                              | DREAMS COME TRUE | 48.9%(1위) |
| 2011년 | 제62회 | 19 | SMAP AID 홍백SP                                                         | 이시카와 사유리  | 48.2%(1위) |
| 2012년 | 제63회 | 20 | SMAP 2012' SP                                                           | 이키모노가카리   | 49.4%(1위) |
| 2013년 | 제64회 | 21 | Joymap!! SP                                                             | 이키모노가카리   | 48.1%      |

## 버라이어티 프로그램

### 레귤러 프로그램
현재
월요일
- 《SMAP×SMAP》 (1996년 ~2016년 12월 26일, 후지TV)【SMAP】

화요일
- 《나카이 마사히로의 괴소문이 모이는 도서관》 (2011년 ~, TV 아사히)【나카이 마사히로】

수요일
- 《오쟈맙》 (2012년 ~, 후지TV)【카토리 싱고】
- 《THE!세계앙천뉴스》 (2001년 ~, NTV)【나카이 마사히로】
- 《나카이의 창》 (2012년 ~, NTV)【나카이 마사히로】

목요일
- 《고로디럭스》 (2011년 ~, TBS)【이나가키 고로】

금요일
- 《나카이 마사히로의 금요일스마들에게(킨스마)》 (2001년 ~, TBS)【나카이 마사히로】
- 《우리들의 음악》 (2005년 ~, 후지TV)【쿠사나기 츠요시】- 나레이션
- 《풋스마》 (1998년 ~, TV 아사히)【쿠사나기 츠요시】

토요일
- 《우라sma!!》 (2001년 ~, TV 아사히)【카토리 싱고】
- 《스마스테이션(SmaSTATION)》 (2001년 ~ TV 아사히)【카토리 싱고】

일요일
- 《베비스마》 (2007년 ~, 후지TV)【SMAP】

과거
- 《이츠미·카토짱의 Wa-하고 모여라!!》 (후지 TV, 1988년) - ※SMAP의 첫 레귤러 방송
- 《노래의 빅파이트!》 (TV 도쿄, 1989년)
- 《아이돌 공화국》 (TV 아사히, 1989년~1991년)
- 《팝시티》 (TV 도쿄, 1989년 ~1991년)
- 《양양모기타테가족》 (TV 도쿄, 1990년)
- 《SMAP의 학원키즈》 (TV 도쿄, 1990년 ~1991년)
- 《벚꽃아이클럽》 (TV 아사히, 1991년 ~ 1994년)
- 《아이러브SMAP》 (TV 도쿄, 1991년 ~ 1996년) - SMAP의 학원키즈를 리뉴얼한 방송
- 《꿈이 MORIMORI》 (후지 TV, 1992년 ~ 1995년)
- 《키스했어?SMAP》 (TV 아사히‘관서지방’, 1993년 ~ 1996년)
- 《아이돌온스테이지》 (NHK BS2, 1993년 ~ 1997년)
- 《SMAP의 힘냅시다》 (후지 TV, 1995년)
- 《매지컬두뇌파워!!》 (NTV, 1995년 ~1996년)
- 《BANG! BANG! BANG!》 (후지 TV, 1996년)

### 스페셜 방송
- 《신춘 가쿠시계 대회》 (1990년 - 1995년, 1997년 - 1999년, 후지 TV)
  - 1997년 - 1999년에는 나카이 마사히로가 방송의의 사회를 담당.
- 《NHK 홍백가합전》 (1991년 - 2000년, 2002년·2003년·2005년 - 2015년, NHK)
  - 2003년·2005년·2010년·2011년은 대미를 장식. 2001년·2004년은 출장 사퇴. 멤버 나카이 마사히로는 1997년·1998년·2006년·2008년·2009년에 백조사회, 2007년에 홍조사회를 맡았다.
  - 가수로서의 첫출장은 1991년이지만, 1988년·1989년에 히카루겐지의 백댄서로서 출장했다.
- 《FNS 방송대항! 과연! The 춘추의 제전 스페셜》 (1993년 - 1995년, 후지 TV)
  - "꿈이MORIMORI" 팀으로서 출연
- 《뮤직 스테이션 스페셜 슈퍼 라이브》 (1993년 - 1999년·2002년·2003년·2005년 -　, TV 아사히)
- 《FNS 가요제》 (1995년 - 2001년, 2003년, 2005년 -, 후지 TV)
  - 2001년은 이나가키 고로를 제외한 4명이서 출연. 쿠사나기 츠요시는 2005년 - 2007년, 2009년~ 현재까지 사회를 담당. (2008년은 삿포로 돔으로부터 중계로 출연하였다).2005년 이후는 첫 번째와 마지막, 양쪽 모두를 장식하였다. (2011년은 오프닝만 장식).
- 《산마 &SMAP!미녀와 야수의 크리스마스 스페셜》 (1995년 -, NTV)
  - 1년에 1회, 크리스마스 시기에 방송. 1995년의 제1회 방송에는 전 멤버 모리 가츠유키도 출연했다.
- 《24시간 TV 「사랑은 지구를 구한다」》 (1995년, 2005년, NTV)
  - 1995년은 히사모토 마사미와 함께 프로그램 퍼스널러티를 맡았고 2005년은 쿠사나기 츠요시와 카토리 싱고가 메인 퍼스널러티를 맡았다.
- 《SMAP·TOKIO·KinKi Kids 처음이자 마지막의 집결 스페셜》 (1995년, NTV)
- 《SMAP 송구영신》 (1995년 - 1997년, 후지TV)
- 《FNS TV제전》 (1996년, 후지 TV)
  - SMAP×SMAP 팀으로서 출장
- 《슈퍼 TV 정보최전선, SMAP에 밀착 120일》 (1996년, NTV)
- 《FAN SMAP 스페셜~ 가슴 소동을 부탁해∼》 (1996년, NTV)
- 《FNS의 날》 (27시간 TV, 26시간 TV) (1998년 - 2000년·2004년·2006년·2007년·2011년, 후지 TV)
- 《SMAP 비밀 X'mas 파티》 (2000년, NTV)
- 《세계 수영 몬트리올 2005》 (2005년, TV 아사히)
- 《SMAP 감바리마스!! (SMAP 열심히하겠습니다!!)》 (2009년 -, TV 아사히)
- 《후지TV 개국 50주년 명작 드라마＆영화 모두 보여드립니다! SMAP PRESENTS 드라마 후의 진짜 드라마》 (2009년, 후지 TV)
- 《CDTV 스페셜! 섣달그믐 프리미어 라이브 2010 → 2011》 (2010년 12월 31일 - 2011년 1월 1일 TBS)
  - 《CDTV 스페셜! 섣달그믐 프리미어 라이브 2011 → 2012》 (2011년 12월 31일 - 2012년 1월 1일, TBS)
  - 나카이 마사히로가 종합 사회를 담당, SMAP가 라이브에 출연.
- 《후지 TV 꿈 스페셜 타모리×SMAP 우리들은 미래를 믿자! 우주에의 도전과 기적의 이야기.》 (2011년 4월 4일, 후지 TV)

## 텔레비전 드라마
- 《위험한 소년 III》 (1988년 10월 ~ 1989년 3월, TV 도쿄) ※SMAP의 드라마 데뷔 작품
- 《더 호감을~두 사람 사이의 거리》 (NTV, 1992년)
- 《내가 나이기 때문에》 (1997년, 후지 TV)
- 《후루하타 닌자부로 스페셜 "후루하타 닌자부로 vs SMAP"》 (후지 TV, 1999년)
- 《기묘한 이야기 SMAP 특별편》 (2001년, 후지 TV)
- 《X'smap~호랑이와 사자와 다섯 남자》 (2004년, 후지 TV)
- 《독 토마토 살인사건 》 (2010년, TV 아사히)

## 영화
- 《슛!》 (1994년) - 멤버 전원이 모두 출연한 영화

## 무대(연극)
- 《세인트 세이야》 (1991년 8월 15일 - 9월 1일, 아오야마 극장)
- 《드래곤 퀘스트》 (1992년, 교토 미나미좌)
- 《ANOTHER~ 침묵의 섬 편·소년 섬 편》 (1993년 텐노쥬 아트 스피어 / 교토 미나미좌)
- 《THE SECRET LIVE》 (1999년 7월 1일 ~ 4일, 기노쿠니야 서던 극장) - 나카이, 쿠사니기, 카토리의 3명의 콩트 라이브.

## 라디오
- POP·SMAP (1989년 4월 -, TBS 라디오)
- Hi! SMAP (1989년 10월 21일 -, 분카 방송)
- SMAP 's map (1990년 10월 -, 분카 방송)
- SMAP의 올나잇 닛폰 (1993년 6월 12일 제2부, 2003년 6월 25일 제1부, 닛폰 방송)
- 스크램블 SMAP (1993년 -, TBS 라디오) 【구성원】 → 【모리 카츠유키·카토리 싱고】 → 【카토리 싱고]
- SMAP의 날씨 (1994년 -, TOKYO FM)
- 안녕 SMAP (199년 -, TOKYO FM)
- SMAP & 쟈니즈 슈퍼 전원 채용 (1997년, TOKYO FM)

## 광고(CM)
- 돈보 학생복 (돈보(トンボ), 1989년)
- SMAP (음료) (모리나가 유업, 1989년)
- 오타쿠스 (팩스) (파나소닉, 1991년, 1992년)
- 스라라 (워드 프로세서) (파나소닉, 1992년)
- 이타리아노 (아이스), 시리얼 초콜릿, 버케이션 (롯데제과, 1992년)
- 두둥의 전화 (전화기) (파나소닉, 1993년)
- 빅 콘 (롯데제과, 1993년, 1994년)
- 무설탕 껌 (롯데제과, 1994년, 1995년)
- 쿠노르 홋카이도 콘 보타쥬맛 (아지노모토, 1995년, 1996년)
- 슈퍼 컵, EX 누들 (에이스콕, 1996년)
- 극공간 프로 야구 (NTV, 1997년)
- 드래곤 퀘스트 VII 에덴의 전사들 (에닉스, 2000년)
- ANA (전일본 항공, 2001년 - 2003년)
- 드래곤 퀘스트 VIII 하늘과 바다와 대지와 저주받은 공주 (스퀘어 에닉스, 2004년)
- 자동차 보험, 전체 어시스트 (도쿄해상일동화재보험, 2004년, 2005년) 1회 90초 CM
- 시바우라 아일랜드 (미츠이 부동산, 2005년, 2006년) ※관동 지방 한정
- 핫페파 (채용전문, 2006년, 2007년)
- 포카리 스웨트 (오츠카 제약, 2007년 -)
- NTT (NTT(일본 전신전화 주식회사), 1995년 - 1999년)
- NTT 동일본 (1999년 - 2009년)
- 후렛트 히카리 (NTT 동일본, 2006년 -)
- 드래곤 퀘스트 IX 밤하늘의 수호자 (스퀘어 에닉스, 2009년)
- 소프트 뱅크 모바일 (2009년 -)
- H·I·S (여행사, 2011년 -) ※나카이 마사히로·이나가키 고로
- 안그파(ANGFA) / 두피 D 샴푸 (2011년 -) ※나카이 마사히로·쿠사나기 츠요시
- 산토리 맥주 / 더 프리미엄 몰츠 (2012년 -) ※기무라 타쿠야·카토리 싱고

## 도서
1. SMAP 슈퍼 사진집 THE FIRST
2. SMAP 사진집 소년기
3. SMAP YEAR BOOK 1993-1994
4. smap year book 1994-1995
5. Snap
6. super.modern.artistic.photobook.1 (SMAP SHOP 한정)
7. CHAN TO SHI NAI TO NE! in NY (SMAP SHOP 한정)
8. Super - fashion & Music Assemble Photo - magazine (THE SMAP MAGAZINE)

## 같이 보기
- 자니즈 사무소 - 소속 프로덕션
- 빅터 엔터테인먼트 - 소속 레이블 음반 회사